# Arrondissement de Steinfurt
Pour l'ancien arrondissement, voir Arrondissement de Steinfurt (Lippe).
L'arrondissement de Steinfurt (Kreis Steinfurt) est situé au nord du Land de Rhénanie-du-Nord-Westphalie et s'extend sur la partie septentrionale du pays de Münster.

## Situation géographique
L'arrondissement a des limites avec les villes de Münster et Osnabrück les arrondissements de Borken, Coesfeld et Warendorf ainsi que les arrondissements bas-saxons de la Comté de Bentheim, du Pays de l'Ems et d'Osnabrück. Il est traversé par la rivière de l'Ems du sud au nord ainsi que par les autoroutes A 1 (Münster-Brême) A 30 (Osnabrück-Bad Bentheim) et A 31 (Bottrop-Emden). L'aéroport de Münster/Osnabrück est situé au sud de l'arrondissement.

## Histoire
L'arrondissement fut créé le 1er janvier 1975 par loi du 9 juillet 1974 en fusionnant les anciens arrondissements de Steinfurt et de Tecklenburg.

## Communes
L'arrondissement compte vingt-quatre communes dont dix villes :
- Altenberge
- Emsdetten, ville
- Greven, ville
- Hörstel, ville
- Hopsten
- Horstmar, ville
- Ibbenbüren, ville
- Ladbergen
- Laer
- Lengerich, ville
- Lienen
- Lotte
- Metelen
- Mettingen
- Neuenkirchen
- Nordwalde
- Ochtrup, ville
- Recke
- Rheine, ville
- Saerbeck
- Steinfurt, ville
- Tecklembourg, ville
- Westerkappeln
- Wettringen

## Politique

### Élections du préfet (Landrat)
| Parti | Scrutin du 12 septembre 1999 | Scrutin du 12 septembre 1999 | Scrutin du 12 septembre 1999 | Scrutin du 26 septembre 2004 | Scrutin du 26 septembre 2004 | Scrutin du 26 septembre 2004 |
|       | Candidat                     | Votes                        | %                            | Candidat                     | Votes                        | %                            |
| ----- | ---------------------------- | ---------------------------- | ---------------------------- | ---------------------------- | ---------------------------- | ---------------------------- |
| CDU   | Thomas Kubendorff            | 104 618                      | 53,2 %                       | Thomas Kubendorff            | 119 481                      | 60,3 %                       |
| SPD   | Christina Riesenbeck         | 76 881                       | 39,1 %                       | Dr. Lutz Wetzlar             | 65 180                       | 32,9 %                       |
| FDP   | Patrick Horstmann            | 5 966                        | 3,0 %                        | Patrick Horstmann            | 13 406                       | 6,8 %                        |
| Grüne | Dietmar Stracke              | 9 294                        | 4,7 %                        |                              |                              |                              |

### Élections du conseil (Kreistag) du 26 septembre 2004
| Parti | Votes   | %      | Sièges |
| ----- | ------- | ------ | ------ |
| CDU   | 100 641 | 50,8 % | 32     |
| SPD   | 60 073  | 30,3 % | 19     |
| Grüne | 19 890  | 10,0 % | 6      |
| FDP   | 17 403  | 8,8 %  | 5      |

## Juridictions
Juridiction ordinaire
- Cour d'appel (Oberlandesgericht) de Hamm
  - Tribunal régional (Landgericht) de Münster
    - Tribunal cantonal (Amtsgericht) d'Ibbenbüren: Hörstel, Hopsten, Ibbenbüren, Mettingen, Recke, Saerbeck
    - Tribunal cantonal de Rheine: Emsdetten, Neuenkirchen, Rheine
    - Tribunal cantonal de Steinfurt: Altenberge, Greven, Horstmar, Laer, Metelen, Nordwalde, Ochtrup, Steinfurt, Wettringen
    - Tribunal cantonal de Tecklenburg: Ladbergen, Lengerich, Lienen, Lotte, Tecklenburg, Westerkappeln

Juridiction spéciale
- Tribunal supérieur du travail (Landesarbeitsgericht) de Hamm
  - Tribunal du travail (Arbeitsgericht) de Rheine
- Tribunal administratif (Verwaltungsgericht) de Münster
- Tribunal des affaires de Sécurité sociale (Sozialgericht) de Münster